# Basilica della Macarena

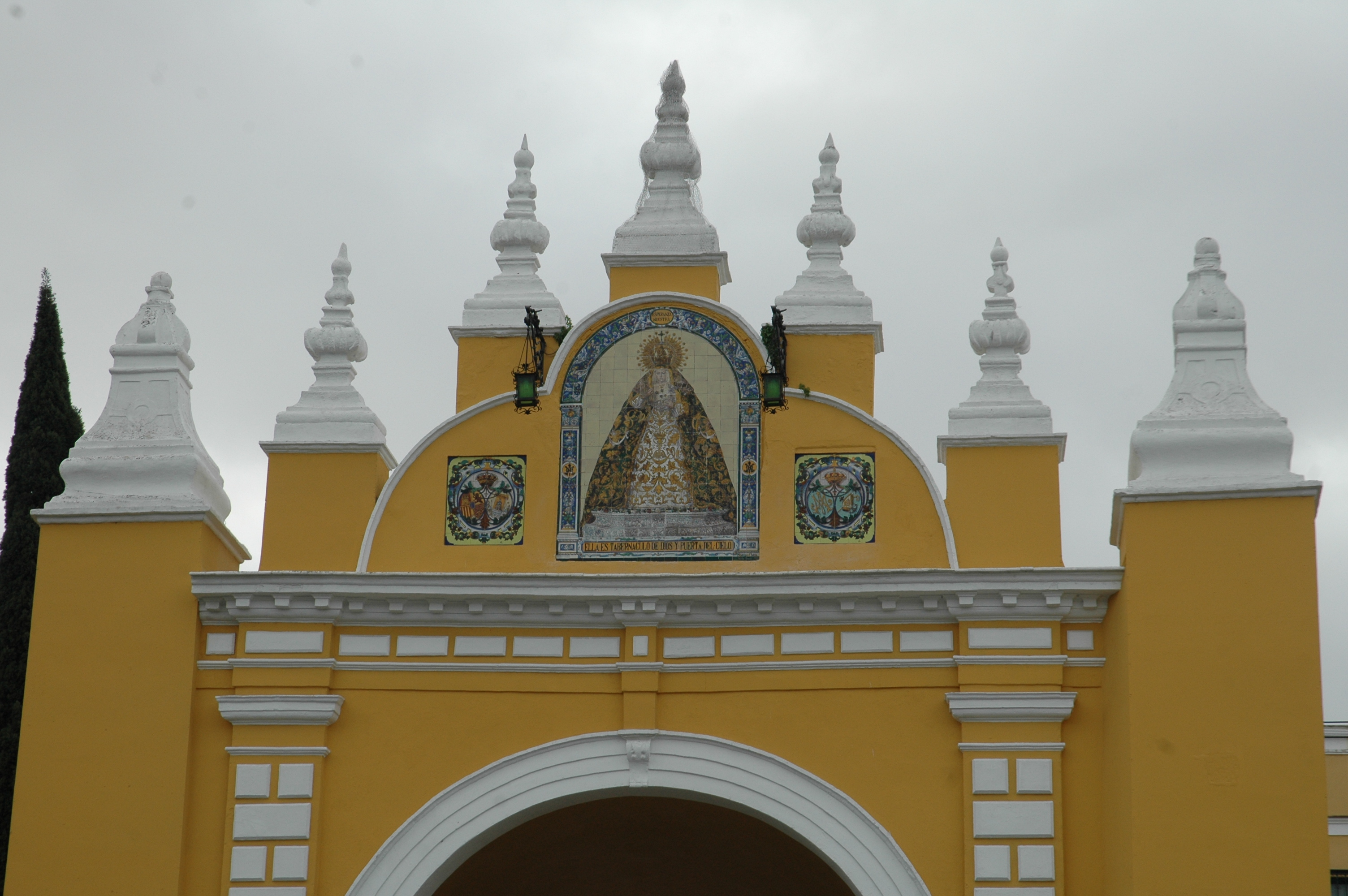
Ingresso alla Basilica della Macarena

La Basilica della Macarena, in spagnolo Basílica de Santa María de la Esperanza Macarena o più semplicemente Basilica de la Macarena, si trova nell'omonimo quartiere ed è una delle chiese più importanti di Siviglia. La chiesa ospita la Virgen de la Macarena, rappresentazione della Madonna che diventa protagonista dei festeggiamenti della Semana Santa.

## Storia e descrizione
La chiesa de la Macarena venne costruita nel 1949 e al suo interno è possibile anche visitare, nel museo allestito nel Tesoro, una collezione di traje de luz donati come ex voto dai toreri e la piattaforma d'argento che serve per trasportare la scultura della Virgen de la Macarena, realizzata attorno al 1650 da Luisa Roldán. Durante la Semana Santa questa raffigurazione viene infatti portata, all'alba del venerdì santo, nella Cattedrale per il festeggiamenti della settimana precedente la Pasqua.